# Małgów-Kolonia
Małgów-Kolonia – wieś w Polsce położona w województwie wielkopolskim, w powiecie kaliskim, w gminie Lisków.